# 久保徳雄
久保 徳雄（くぼ とくお、1933年11月17日 - ）は、日本の経営者。東京エレクトロン社長を務めた。

## 来歴・人物
大分県出身。1956年に大分大学経済学部を卒業し、同年に日商に入社。1963年に東京エレクトロン研究所に転じ、1964年に取締役に就任し、1965年に常務を経て、1974年に社長に就任。1980年12月に会長に就任し、1984年12月に相談役に就任。1986年10月に再び会長に就任し、1990年12月に取締役相談役を経て、1996年6月には相談役に就任。
1991年4月に藍綬褒章を受章。